# Торо малий
То́ро малий (Phyllastrephus icterinus) — вид горобцеподібних птахів родини бюльбюлевих (Pycnonotidae).

## Таксономія
До 2018 року бюльбюлі з лісу Кавалла на південному заході Ліберії вважалися окремим видом Phyllastrephus leucolepis. Він був відомим лише з кількох спостережень між 1981 і 1984 роками, а зразком, який зібраний у 1984 році. У 2017 році зроблено аналіз ДНК типового зразка Phyllastrephus leucolepis. Згідно з цим аналізом, птах є морфою Phyllastrephus icterinus з незвичайним забарвленням оперення, яке, можливо, було викликано дефіцитом поживних речовин. Від основного виду морфа відрізняється жовтими вторинними криючими крил та маховими.

## Поширення
Вид поширений в Західній та Центральній Африці. Трапляється від Гвінеї до Уганди та на південь до Анголи. Мешкає у сухих та вологих лісах та саванах.

## Опис
Птах завдовжки 15-16 см, вагою 15-24 г. Верхня частина тіла оливкого забарлення. Нижня частина — світло-жовта, крім світло-зеленої плями на грудях.

## Спосіб життя
Живиться комахами.